# Prefectura Florina
Florina (greacă Φλώρινα) este o prefectură greacă, în periferia Macedonia de Vest. Reședința sa este Florina.

## Municipalități și comunități
| Municipalitate | Cod YPES | Reședință (dacă e diferită) | Cod poștal | Cod zonal |
| -------------- | -------- | --------------------------- | ---------- | --------- |
| Aetos          | 5001     |                             | 530 75     | -         |
| Amyntaio       | 5002     |                             | 532 00     | 23860-2   |
| Filotas        | 5011     |                             | 530 70     | 24630-41  |
| Florina        | 5012     |                             | 531 00     | 23850-2   |
| Kato Kleines   | 5004     |                             | 531 00     | 23850-1   |
| Meliti         | 5007     | Neochoraki                  | 530 71     | 23850-42  |
| Perasma        | 5009     |                             | 531 00     | 23580-3   |
| Prespes        | 5010     | Laimos                      | 530 77     | 23850-51  |
| Comunitate     | Cod YPES | Reședință (dacă e diferită) | Cod poștal | Cod zonal |
| Krystallopigi  | 5005     |                             | 530 77     | 23850-45  |
| Lehovo         | 5006     |                             | 530 73     | 23850-45  |
| Nymfaio        | 5008     |                             | 530 78     | 23860-3   |
| Variko         | 5003     |                             | 500 05     | 24670-94  |